# 천이원
천이원(중국어 간체자: 陈艺文, 정체자: 陳藝文, 병음: Chén Yìwén, 한자음: 진예문, 1999년 6월 15일~)은 중화인민공화국의 다이빙 선수이다. 2024년 하계 올림픽에서 여자 3m 스프링보드와 3m 싱크로에서 금메달을 획득했다.